# Hortobágy (település)
Hortobágy (németül: Harbachtal, románul: Hârtibaciu) község Hajdú-Bihar vármegye Balmazújvárosi járásában; Magyarország legnagyobb területű községe.

## Fekvése

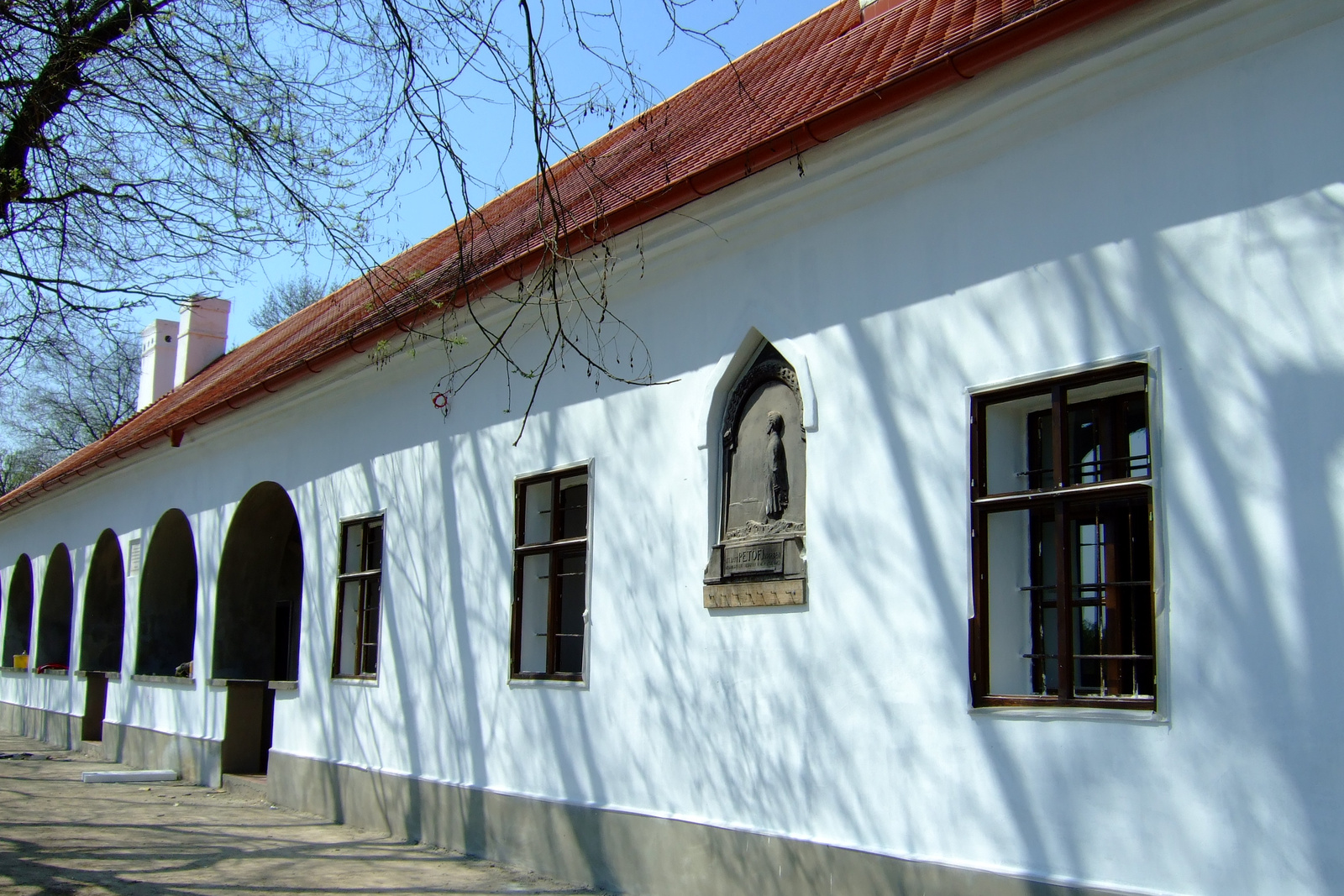
A Hortobágyi Csárda műemlék épülete

Az azonos nevű tájegység központjában, a Tiszántúlnak és a Nagykunságnak is nagyjából a középső részén helyezkedik el, a Hortobágy folyó mellett.
Több külterületi lakott hely is tartozik hozzá, ezek közül a jelentősebbek: Árkus, Halastó, Kónya, Kun György-telep, Máta és Szásztelek.
A közvetlenül határos települések: északkelet és kelet felől Balmazújváros, délkelet felől Nagyhegyes, dél felől Nádudvar, délnyugat felől Nagyiván, nyugat felől Kócsújfalu (Tiszafüred különálló településrésze) és Egyek, északnyugat felől pedig Tiszacsege. Határszéle délen, egy szakaszon érintkezik egy Hajdúszoboszlóhoz tartozó, lakatlan külterülettel is, de az üdülőváros amúgy távol esik tőle.

### Megközelítése
Legfontosabb közúti megközelítési útvonala a 33-as főút, ezen érhető el Debrecen és Füzesabony-Tiszafüred felől is. Egyekkel a 3322-es út köti össze. Különálló településrészei közül Máta a 33 114-es, Halastó a 33 115-ös számú mellékúton közelíthető meg, a többi csak önkormányzati utakon érhető el.
A hazai vasútvonalak közül a Debrecen–Füzesabony-vasútvonal érinti, melynek két megállási pontja van itt: Debrecen felől előbb Hortobágy vasútállomás, a településközpont északi felében – ennek közúti elérését a 33 322-es számú mellékút teszi lehetővé –, majd Hortobágyi Halastó megállóhely a névadó településrész, illetve a hortobágyi halastó-rendszer több tóegységének közvetlen közelében. Határszéléhez nagyon közel fekszik még a füzesabonyi vonal Kónya megállóhelye is, amely Kónya nevű településrészét szolgálja ki, de maga a megálló már épp teljes terjedelmével balmazújvárosi területen helyezkedik el.
Hortobágyi Halastó megállóhely különlegessége, hogy egyben egy keskeny nyomtávú vasútvonalnak a végállomása is: innen indul az eredetileg gazdasági célokra létrehozott, de ma már csak turisztikai célokat szolgáló Hortobágy-halastavi Kisvasút. E vonal egyik érdekessége, hogy (végállomásait nem számítva) a közbenső megállóhelyeit ismert ornitológusokról, természetvédőkről nevezték el.

## Története
A Kilenclyukú híd helyén az 1697-ben épült fahíd szolgált átkelő gyanánt. A Debrecen felöli hídfőjének északi oldalára 1699 nyarán építették meg a Hortobágyi Csárdát, amelynek kocsmárosát Debrecen városa egyúttal a vámszedéssel is megbízta. A déli oldalra 1785-ben szekérállást építettek, később ebből alakították ki a mai Pásztormúzeum épületét. 1827 és 1833 között Povolny Ferenc tervei alapján épült meg a hortobágyi Kilenclyukú híd, amely Közép-Európa mindeddig leghosszabbnak tartott közúti kőhídja. 1891. augusztus 5-én adták át a települést átszelő vasútvonalat, amely növelte az érdeklődést a terület, különösen a nyaranta megrendezett pásztortalálkozó és a hídi vásár iránt.
A mai Hortobágy területe 1952-ig Debrecen határához tartozott, akkor Balmazújvároshoz csatolták, végül 1966-ban alakult önálló községgé.

## Közélete

### Polgármesterei
| Időszak   | Polgármester      | Párt       | Megjegyzés                         |
| --------- | ----------------- | ---------- | ---------------------------------- |
| 1990–1994 | Duró László       | független  |                                    |
| 1994–1998 | Cseri Géza József | SZDSZ      |                                    |
| 1998–2002 | Cseri Géza        | MSZP-SZDSZ |                                    |
| 2002–2006 | Titi Éva          | független  |                                    |
| 2006–2009 | Titi Éva          | MSZP-SZDSZ | 2009 őszén elhunyt                 |
| 2010–2010 | Vincze Andrásné   | független  | időközi választás 2010. március 7. |
| 2010–2014 | Vincze Andrásné   | független  |                                    |
| 2014–2019 | Vincze Andrásné   | független  |                                    |
| 2019–2024 | Jakab Ádám András | független  |                                    |
| 2024–     | Jakab Ádám András | független  |                                    |

## Népesség
A település népességének változása:
| Lakosok száma | 1498 | 1500 | 1470 | 1286 | 1253 | 1231 | 1208 |
|               | 2013 | 2014 | 2015 | 2021 | 2022 | 2023 | 2024 |

2001-ben a település lakosságának 98,8%-a magyar nemzetiségűnek vallotta magát, és 1,2%-a cigánynak.
A 2011-es népszámlálás során a lakosok 88,7%-a magyarnak, 1,5% németnek, 0,5% cigánynak, 0,2% szlováknak mondta magát (11,1% nem nyilatkozott; a kettős identitások miatt a végösszeg nagyobb lehet 100%-nál). A vallási megoszlás a következő volt: római katolikus 9,7%, református 13,8%, görögkatolikus 0,9%, evangélikus 0,3%, felekezeten kívüli 51,7% (22,8% nem válaszolt).
2022-ben a lakosság 92,4%-a vallotta magát magyarnak, 0,5% németnek, 0,2% szlováknak, 0,2% románnak, 0,2% lengyelnek, 0,1% szlovénnek, 1,2% egyéb, nem hazai nemzetiségűnek (7,4% nem nyilatkozott; a kettős identitások miatt a végösszeg nagyobb lehet 100%-nál). Vallásuk szerint 16,9% volt református, 8,1% római katolikus, 1,7% görög katolikus, 0,2% egyéb keresztény, 0,3% egyéb katolikus, 1% evangélikus, 48,2% felekezeten kívüli (23,5% nem válaszolt).

## Infrastruktúra
Hortobágyot érinti a 33-as főútvonal, valamint önálló vasútállomással rendelkezik a Debrecen–Füzesabony-vasútvonalon.
A községben óvoda, általános iskola és diákotthon működik, valamint több szálláshely és egy hotel. A község Magyarország egyik legkisebb népsűrűségű települése.

## Nevezetességei

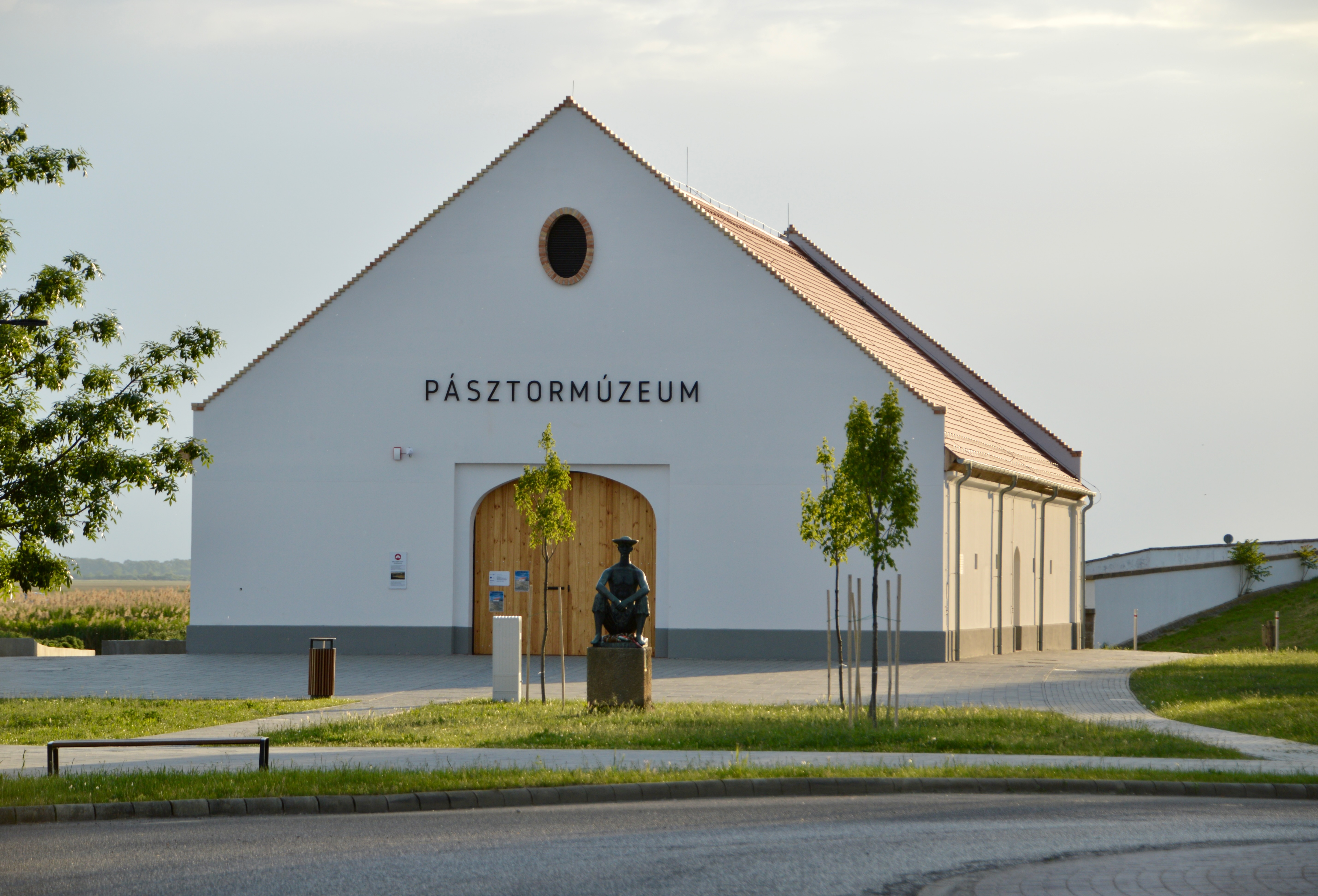
A Hortobágyi Pásztormúzeum 2024-ben

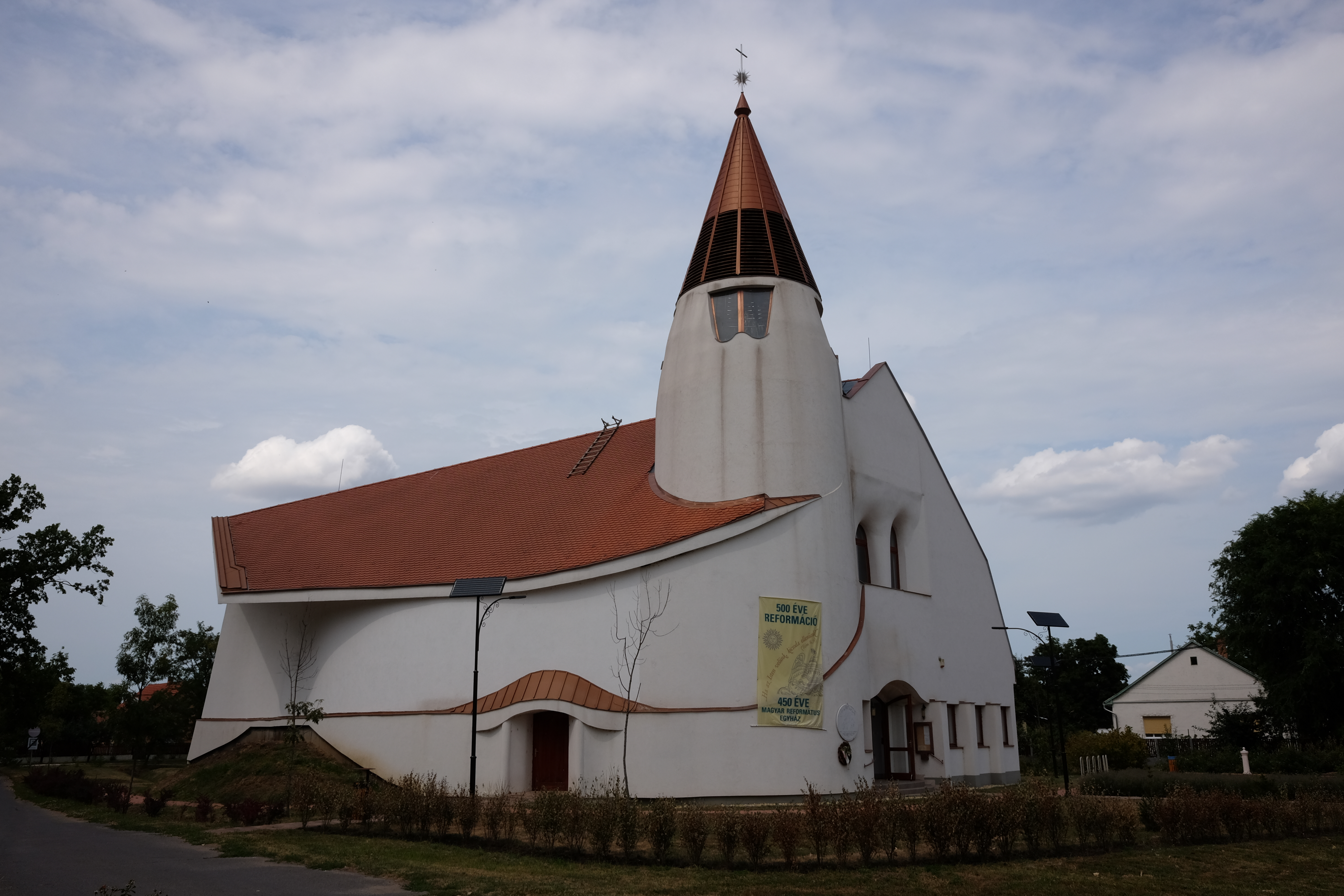
A Jó Pásztor ökumenikus templom

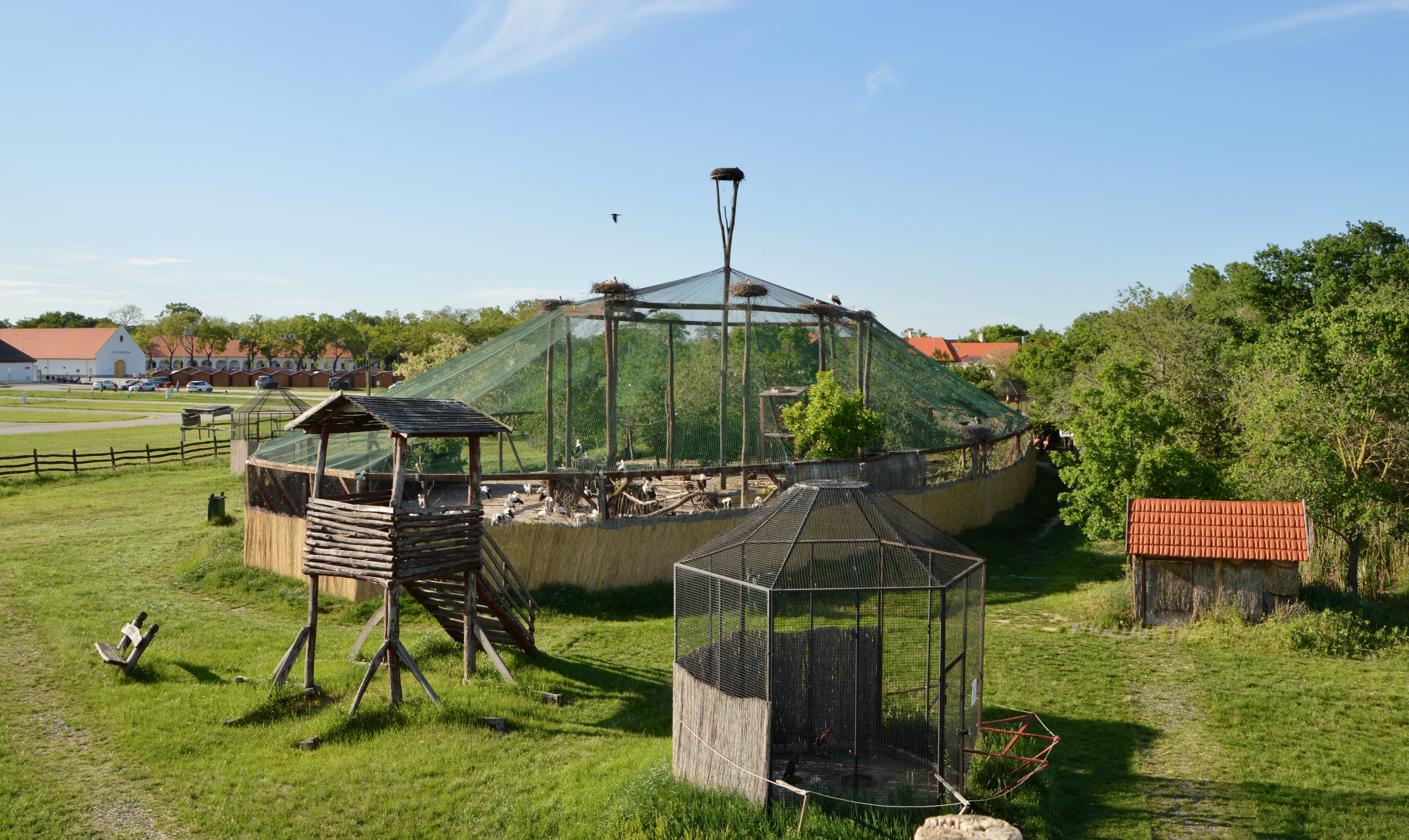
A Hortobágyi Madárkórház nagyröpdéje

- Hortobágyi Nemzeti Park: a világörökség része a különleges pásztorkultúra
- Kilenclyukú híd: Magyarország leghosszabb közúti kőhídja (167,3 m)
- Hortobágyi Hídivásár (augusztus 20-án)
- Hortobágyi Vadaspark (Pusztaszafari), HNPI
- Hortobágyi Nagycsárda (2011 augusztusa óta nyitva van)
- Hortobágyi Nemzetközi Lovasnapok (július első hétvégéje)
- Hortobágyi Pásztormúzeum
- Körszín kézműveskiállítás és bolt
- Hortobágyi Alkotótábor (nemzetközi képzőművészeti tábor, február 15. és március 15. között)
- Hortobágy Galéria
- Tourinform iroda (Petőfi tér 13.) és HNPI Látogatóközpont Természetrajzi kiállítás
- Hortobágyi Kézművesudvar és játszótér (HNPI Látogatóközpont)
- Millecentenáriumi Kiállítás a Polgármesteri Hivatalban
- Pusztai Állatpark
- Mátai ménes
- Hortobágyi Madárkórház
- Hortobágy-halastavi Kisvasút
- Daruünnep (október közepe) - HNPI
- Tavaszi télbúcsúztató és tavaszköszöntő kihajtási ünnep
- Adventi behajtási ünnepség
- Hortobágyi Csillagoségboltpark - A gyakorlatilag fényszennyezésmentes égbolt (HNPI)
- Hortobágy-halastavi tanösvény

## Testvértelepülések
- Pressath (Németország)
- Cécke (Románia)